# Amphiura bihamula
Amphiura bihamula is een slangster uit de familie Amphiuridae.
De wetenschappelijke naam van de soort werd in 1900 gepubliceerd door Hubert Lyman Clark.